# Tomtebodatunneln (järnvägstunnel)
Tomtebodatunneln, även kallad  Tomteboda betongtunnel, är en pendeltågstunnel under delar av Tomteboda i Solna kommun. 
Tomtebodatunneln är det nordligaste tunnelavsnittet av Citybanan. Vid Tomteboda, nedanför gamla Tomtebodaskolan, ansluter Citybanan till det befintliga pendeltågsnätet i norr. 
I entreprenaden ingick att anlägga en övergång från tågtrafik ovan mark till tunnel under jord och i berg. Hela sträckan är 455 meter lång och består  längst i norr av en 135 meter lång öppen del med stödmurar, därefter ett betongtråg, en sorts ränna eller tunnel utan tak, på 150 meter och sedan följer en betongtunneldel på 150 meter samt en 20 meter lång bergtunnel, som ansluter till Vasatunneln söderöver. 
Byggentreprenör var Peab och arbetena stod färdiga år 2014. Efter detta flyttade stambanans södergående spår så att dessa går diagonalt över Citybanans betongtunnelanslutning. Entreprenaden omfattade bland annat 40 000 m³ bergschakt och 11 000 m³ betonginjektering. Kontraktssumman var på  149 Mkr.